# La Digne-d’Amont
Digne-d’Amont – miejscowość i gmina we Francji, w regionie Oksytania, w departamencie Aude.
Według danych na rok 1990 gminę zamieszkiwało 256 osób, a gęstość zaludnienia wynosiła 71 osób/km² (wśród 1545 gmin Langwedocji-Roussillon Digne-d’Amont plasuje się na 660. miejscu pod względem liczby ludności, natomiast pod względem powierzchni na miejscu 1065.).

## Zabytki
Zabytki w miejscowości posiadające status Monument historique:
- kościół Sainte-Colombe (Église Sainte-Colombe)